# الثورة العامية في جبل حوران
الثورة العامية في جبل حوران هي ثورة الفلاحين الفقراء في محافظة السويداء ضد الإقطاعيين في عهد الدولة العثمانية  والتي أدت لتدخل الجيش العثماني في خمس حملات خسرها كلها باستثناء الحملة الأخيرة. بعد أن خسر حملة شهبا، هرب المشير طاهر باتجاه الشيخ مسكين، ولكنه عاد بعد أن علم أن كل قيادات الثورة قد سقطوا في المعركة، فدخل محافظة السويداء. كان إقطاعيو الجبل يتوقعون تدخل الجيش العثماني ليعيد إليهم أملاكهم من الأراضي، ولكن عوضاً عن إعادة الإقطاعات للإقطاعيين، قام الجيش بتمليك الفلاحين، وعرفت سندات التمليك في ذلك العهد بسندات الطابو، وعلى إثرها ساهم الاقطاعيون لاحقاً عام 1905 بالثورة ضد العثمانين.
كانت العامية تمردًا ضد الحكم العثماني في سوريا في 1889–1890. سعى الفلاحون إلى الحد من انتهاكات الشيوخ المحليين وقصرهم على ⅛ الأرض الجماعية. كما أرادوا تقسيم بقية الأراضي الجماعية إلى قطع فردية خارج سيطرة الشيخ، مما ينهي قدرتهم على طرد المزارعين الفقراء.
كانت الثورة ناجحة إلى حد كبير في أهدافها حيث حصرت المشايخ إلى ⅛ من أراضي القرية وإنشاء نظام حيازة الأراضي الذي استمر في سوريا من خلال نظام الأسد. الرغبة في استرضاء السكان المحليين دفعت أيضًا إلى تقديم تنازلات للشركات الفرنسية والبلجيكية التي أدت إلى خطوط السكك الحديدية في لبنان، أول خط سكة حديد في المنطقة.

### اقتباسات
1. ↑  الحركة العامية أو ( العامة ) ( كومونة باريز في الجبل ) 1889-1890م نسخة محفوظة 15 ديسمبر 2019 على موقع واي باك مشين.
2. 1 2  Schilcher (1998).
3. 1 2  Forni (2003).
4. ↑  Provence.

### قائمة المراجع
- Forni، Nadia (2003)، "Land Tenure and Labour Relations"، في Fiorillo؛ Vercueil، Jacques (المحررون)، Syrian Agriculture at the Crossroads، FAO Agricultural Policy and Economic Development Series, No. 8، Rome: FAO، ISBN:92-5-104990-4، مؤرشف من الأصل في 2020-01-27  Forni، Nadia (2003)، "Land Tenure and Labour Relations"، في Fiorillo؛ Vercueil، Jacques (المحررون)، Syrian Agriculture at the Crossroads، FAO Agricultural Policy and Economic Development Series, No. 8، Rome: FAO، ISBN:92-5-104990-4، مؤرشف من الأصل في 2020-01-27
- Provence، Michael، "An Investigation into the Local Origins of the Great Revolt"، في Méouchy (المحرر)، France, Syrie, et Liban 1918--1946 .
- Schilcher، Linda S. (1998)، "Railways in the Political Economy of Southern Syria 1890–1925"، في Philipp؛ Schaebler، Birgit (المحررون)، The Syrian Land: Processes of Integration and Fragmentation: Bilād al-Shām from the 18th to the 20th Century، Berliner Islamstudien [Islamic Studies in Berlin], Vol. 6، Stuttgart: Franz Steiner Verlag، ISBN:3-515-07309-4، مؤرشف من الأصل في 2020-01-27  Schilcher، Linda S. (1998)، "Railways in the Political Economy of Southern Syria 1890–1925"، في Philipp؛ Schaebler، Birgit (المحررون)، The Syrian Land: Processes of Integration and Fragmentation: Bilād al-Shām from the 18th to the 20th Century، Berliner Islamstudien [Islamic Studies in Berlin], Vol. 6، Stuttgart: Franz Steiner Verlag، ISBN:3-515-07309-4، مؤرشف من الأصل في 2020-01-27  .
- Swayd، Samy، Historical Dictionary of the Druzes، مؤرشف من الأصل في 2016-10-05 .